# Persone di nome Glenn
| Questa pagina contiene informazioni ricavate automaticamente dalle voci biografiche con l'ausilio del template Bio e di un bot. L'aggiornamento è periodico e automatico e ricostruisce completamente la pagina. Se manca una persona in questa lista, sei pregato di non aggiungerla, ma accertati piuttosto che la sua voce biografica contenga il template Bio e che i dati anagrafici siano correttamente compilati. Se il template Bio manca, inseriscilo tu stesso o, in alternativa, metti l'avviso {{tmp\|Bio}} che ne segnala la mancanza. Se i dati riportati sono sbagliati, correggi direttamente la voce biografica; le modifiche saranno visibili in questa lista entro pochi giorni. Per chiarimenti vedi il progetto antroponimi. La lista contiene solo le 137 persone che sono citate nell'enciclopedia e per le quali è stato implementato correttamente il template Bio. Pagina aggiornata al 16 ott 2024. |

Questa è una lista di persone presenti nell'enciclopedia che hanno il prenome Glenn, suddivise per attività principale.

## Allenatori di calcio(3)
- Glenn Hysén, allenatore di calcio e ex calciatore svedese (Göteborg, n. 1959)
- Glenn Roeder, allenatore di calcio e calciatore inglese (Woodford, n. 1955 - Newmarket, † 2021)
- Glenn Ståhl, allenatore di calcio e ex calciatore svedese (Värnamo, n. 1971)

## Allenatori di pallacanestro(1)
- Glenn Curtis, allenatore di pallacanestro statunitense (Eminence, n. 1890 - Indianapolis, † 1958)

## Allenatori di tennis(1)
- Glenn Weiner, allenatore di tennis e ex tennista statunitense (Johannesburg, n. 1976)

## Animatori(1)
- Glenn McQueen, animatore canadese (Toronto, n. 1960 - Berkeley, † 2002)

## Arbitri di calcio(1)
- Glenn Nyberg, arbitro di calcio svedese (Säter, n. 1988)

## Architetti(1)
- Glenn Murcutt, architetto australiano (Londra, n. 1936)

## Astisti(1)
- Glen Graham, astista statunitense (Los Angeles, n. 1904 - Nevada, † 1986)

## Attori(19)
- Glenn Anders, attore statunitense (Los Angeles, n. 1889 - Englewood, † 1981)
- Glenn Berggoetz, attore, regista e scrittore statunitense (Atlantic City, n. 1966)
- Glen Berry, attore britannico (Romford, n. 1978)
- Glenn Carter, attore e cantante britannico (Staffordshire, n. 1964)
- Glenn Corbett, attore statunitense (El Monte, n. 1933 - San Antonio, † 1993)
- Glenn Fitzgerald, attore statunitense (New York, n. 1971)
- Glenn Fleshler, attore statunitense (New York, n. 1968)
- Glenn Howerton, attore e sceneggiatore statunitense (Tokyo, n. 1976)
- Glenn Hunter, attore statunitense (New York, n. 1894 - New York, † 1945)
- Glenn Langan, attore statunitense (Denver, n. 1917 - Camarillo, † 1991)
- Glenn Leedy, attore statunitense (Sand Springs, n. 1935 - Brawley, † 2004)
- Glenn McMillan, attore brasiliano (São João da Boa Vista, n. 1984)
- Glenn Morshower, attore e scrittore statunitense (Dallas, n. 1959)
- Glenn Plummer, attore statunitense (Richmond, n. 1961)
- Glenn Quinn, attore irlandese (Dublino, n. 1970 - Los Angeles, † 2002)
- Glenn Saxson, attore olandese (L'Aia, n. 1942)
- Glenn Shadix, attore statunitense (Bessemer, n. 1952 - Birmingham, † 2010)
- Glenn Strange, attore statunitense (Weed, n. 1899 - Los Angeles, † 1973)
- Glenn Taranto, attore e sceneggiatore statunitense (Hackensack, n. 1959)

## Attrici(1)
- Glenn Close, attrice statunitense (Greenwich, n. 1947)

## Autori televisivi(1)
- Glenn Gordon Caron, autore televisivo, regista e produttore televisivo statunitense (n. 1954)

## Avvocati(1)
- Glenn Greenwald, avvocato, giornalista e blogger statunitense (New York, n. 1967)

## Bassisti(3)
- Glenn Cornick, bassista britannico (Barrow-in-Furness, n. 1947 - Hilo, † 2014)
- Glenn Hughes, bassista e cantante britannico (Cannock, n. 1951)
- Glenn Worf, bassista statunitense (Dayton, n. 1954)

## Batteristi(1)
- Glenn Kotche, batterista statunitense (Roselle, n. 1970)

## Calciatori(19)
- Glenn Andersen, ex calciatore norvegese (Arendal, n. 1980)
- Glenn Bijl, calciatore olandese (Stadskanaal, n. 1995)
- Glenn Claes, calciatore belga (Lier, n. 1994)
- Glenn Cronin, ex calciatore irlandese (Dublino, n. 1981)
- Glenn Ferguson, ex calciatore nordirlandese (Lurgan, n. 1969)
- Glenn Arne Hansen, ex calciatore norvegese (n. 1972)
- Glenn Helder, ex calciatore olandese (Leida, n. 1968)
- Glenn Hoddle, ex calciatore e allenatore di calcio inglese (Hayes, n. 1957)
- Glenn Holm, ex calciatore norvegese (Son, n. 1969)
- Anton Hysén, calciatore svedese (Liverpool, n. 1990)
- Tobias Hysén, calciatore svedese (Göteborg, n. 1982)
- Glenn Keeley, ex calciatore inglese (Barking, n. 1954)
- Glenn Atle Larsen, ex calciatore norvegese (Stord, n. 1982)
- Glenn Loovens, ex calciatore olandese (Doetinchem, n. 1983)
- Glenn Middleton, calciatore scozzese (Northampton, n. 2000)
- Glenn Murray, ex calciatore inglese (Maryport, n. 1983)
- Glenn Roberts, calciatore norvegese (Oslo, n. 1988)
- Glenn Strömberg, ex calciatore svedese (Göteborg, n. 1960)
- Glenn Whelan, ex calciatore irlandese (Dublino, n. 1984)

## Cantanti(3)
- Glenn Danzig, cantante statunitense (Lodi, n. 1955)
- Glenn Gregory, cantante, musicista e tastierista britannico (Sheffield, n. 1958)
- Glenn Hughes, cantante statunitense (New York, n. 1950 - New York, † 2001)

## Cantautori(3)
- Glenn Frey, cantautore, musicista e attore statunitense (Detroit, n. 1948 - New York, † 2016)
- Glenn Medeiros, cantautore statunitense (Līhuʻe, Kauai, n. 1970)
- Glenn Yarbrough, cantautore statunitense (Milwaukee, n. 1930 - Nashville, † 2016)

## Cestisti(13)
- Glenn Adams, cestista statunitense (Carpentersville, n. 1917 - Newberry, † 2011)
- Glenn Cosey, cestista statunitense (Flint, n. 1992)
- Earl Dodd, cestista statunitense (Wood River, n. 1924 - Alton, † 2004)
- Glenn Hagan, ex cestista statunitense (Sanford, n. 1955)
- Glenn Hansen, ex cestista statunitense (Devils Lake, n. 1952)
- Glenn Marsland, ex cestista australiano (Adelaide, n. 1947)
- Glenn McDonald, ex cestista e allenatore di pallacanestro statunitense (Kewanee, n. 1952)
- Glenn Mosley, ex cestista statunitense (Newark, n. 1955)
- Doc Rivers, ex cestista, allenatore di pallacanestro e dirigente sportivo statunitense (Chicago, n. 1961)
- Glenn Roberts, cestista statunitense (Wise, n. 1912 - Kingsport, † 1980)
- Glenn Robinson, cestista statunitense (Gary, n. 1994)
- Glenn Robinson, ex cestista statunitense (Gary, n. 1973)
- Glenn Sekunda, ex cestista statunitense (Camden, n. 1973)

## Chimici(1)
- Glenn Theodore Seaborg, chimico statunitense (Ishpeming, n. 1912 - Lafayette, † 1999)

## Chitarristi(2)
- Glenn Branca, chitarrista e compositore statunitense (Harrisburg, n. 1948 - New York, † 2018)
- Glenn Tipton, chitarrista britannico (Blackheath, n. 1947)

## Ciclisti su strada(2)
- Glenn D'Hollander, ex ciclista su strada belga (Sint-Niklaas, n. 1974)
- Glenn Magnusson, ex ciclista su strada svedese (Oskarshamn, n. 1969)

## Crickettisti(1)
- Glenn McGrath, crickettista australiano (Dubbo, n. 1970)

## Diplomatici(1)
- Glenn W. Ferguson, diplomatico statunitense (Syracuse, n. 1929 - Santa Fe, † 2007)

## Dirigenti d'azienda(1)
- Glenn Dubin, manager statunitense (Manhattan, n. 1957)

## Filologi(1)
- Glenn Warren Most, filologo classico statunitense (Miami, n. 1952)

## Fisioterapisti(2)
- Glenn Dods, fisioterapista e ex calciatore neozelandese (Wanganui, n. 1958)
- Glenn Doman, fisioterapista statunitense (n. 1919 - † 2013)

## Fumettisti(1)
- Glenn Barr, fumettista statunitense (Detroit)

## Giocatori di baseball(1)
- Glenn Burke, giocatore di baseball statunitense (Oakland, n. 1952 - San Leandro, † 1995)

## Giocatori di bridge(1)
- Glenn Grøtheim, giocatore di bridge norvegese (n. 1959)

## Giocatori di calcio a 5(2)
- Glenn Jeffery, ex giocatore di calcio a 5 australiano (n. 1964)
- Glenn Zeelig, ex giocatore di calcio a 5 olandese (n. 1974)

## Giocatori di football americano(8)
- Glenn Carano, ex giocatore di football americano statunitense (San Pedro, n. 1955)
- Glenn Davis, giocatore di football americano statunitense (Claremont, n. 1924 - La Quinta, † 2005)
- Glenn Dorsey, ex giocatore di football americano statunitense (Baton Rouge, n. 1985)
- Glenn Foley, ex giocatore di football americano statunitense (Woburn, n. 1970)
- Glenn Foster, giocatore di football americano statunitense (Chicago, n. 1990 - Northport, † 2021)
- Rashad Moore, ex giocatore di football americano statunitense (Huntsville, n. 1979)
- Glenn Pakulak, giocatore di football americano statunitense (Pontiac, n. 1980)
- Glenn Ressler, ex giocatore di football americano statunitense (Contea di Northumberland, n. 1943)

## Hockeisti su ghiaccio(3)
- Glenn Anderson, ex hockeista su ghiaccio canadese (Vancouver, n. 1960)
- Glenn Hall, ex hockeista su ghiaccio canadese (Humboldt, n. 1931)
- Chico Resch, ex hockeista su ghiaccio canadese (Moose Jaw, n. 1948)

## Imprenditori(1)
- Glenn Curtiss, imprenditore statunitense (Hammondsport, n. 1878 - Buffalo, † 1930)

## Mezzofondisti(1)
- Glenn Cunningham, mezzofondista statunitense (Atlanta, n. 1909 - Menifee, † 1988)

## Multiplisti(1)
- Glenn Morris, multiplista statunitense (Simla, n. 1912 - Palo Alto, † 1974)

## Musicisti(1)
- Glenn Ljungström, musicista e chitarrista svedese (Nödinge-Nol, n. 1974)

## Nuotatori(3)
- Glenn Beringen, ex nuotatore australiano (Adelaide, n. 1964)
- Glenn Buchanan, ex nuotatore australiano (Townsville, n. 1962)
- Glenn Surgeloose, ex nuotatore belga (Gand, n. 1989)

## Ostacolisti(2)
- Glenn Davis, ostacolista e velocista statunitense (Wellsburg, n. 1934 - Barberton, † 2009)
- Glenn Hardin, ostacolista statunitense (Derma, n. 1910 - Baton Rouge, † 1975)

## Parolieri(1)
- Glenn Slater, paroliere e compositore statunitense (Brooklyn, n. 1968)

## Pianisti(1)
- Glenn Gould, pianista, compositore e clavicembalista canadese (Toronto, n. 1932 - Toronto, † 1982)

## Piloti motociclistici(2)
- Glenn Allerton, pilota motociclistico australiano (Douglas Park, n. 1981)
- Glenn van Straalen, pilota motociclistico olandese (Hoogkarspel, n. 2000)

## Pistard(1)
- Glenn O'Shea, ex pistard e ciclista su strada australiano (Swan Hill, n. 1989)

## Politici(7)
- Glenn M. Anderson, politico statunitense (Hawthorne, n. 1913 - Los Angeles, † 1994)
- Glenn Chong, politico e avvocato filippino (Naval, n. 1974)
- Glenn Grothman, politico statunitense (Milwaukee, n. 1955)
- Glenn Ivey, politico statunitense (Chelsea, n. 1961)
- Glenn Poshard, politico statunitense (Herald, n. 1945)
- Glenn Thompson, politico statunitense (Bellefonte, n. 1959)
- Glenn Youngkin, politico e imprenditore statunitense (Richmond, n. 1966)

## Rapper(1)
- Young Bleed, rapper statunitense (Baton Rouge, n. 1978)

## Registi(4)
- Glenn Ficarra e John Requa, regista, sceneggiatore e produttore cinematografico statunitense (Holmdel, n. 1971)
- Glenn Jordan, regista televisivo statunitense (San Antonio, n. 1936)
- Glenn McQuaid, regista e sceneggiatore irlandese (Dublino, n. 1973)
- Glenn Weiss, regista televisivo e produttore televisivo statunitense (n. 1961)

## Scrittori(3)
- Glenn Chandler, scrittore e drammaturgo scozzese (Edimburgo, n. 1949)
- Glenn Cooper, scrittore, sceneggiatore e produttore cinematografico statunitense (White Plains, n. 1953)
- Glenn Meade, scrittore irlandese (Finglas, n. 1958)

## Snowboarder(1)
- Glenn de Blois, snowboarder olandese (Delft, n. 1995)

## Tennisti(2)
- Glenn Layendecker, ex tennista statunitense (Stanford, n. 1961)
- Glenn Michibata, ex tennista canadese (Toronto, n. 1962)

## Triatleti(1)
- Glenn Cook, triatleta britannico (n. 1963)

## Velisti(1)
- Glenn Bourke, velista australiano (Brighton-Le-Sands, n. 1960)

## Violinisti(1)
- Glenn Dicterow, violinista e docente statunitense (Los Angeles, n. 1948)

## Wrestler(2)
- Disco Inferno, wrestler statunitense (New York, n. 1967)
- Kane, wrestler, attore e politico statunitense (Torrejón de Ardoz, n. 1967)